# آنخل گومز
ادیلسون آنخل آبریو د آلمیدا گومز (انگلیسی: Angel Gomes؛ زادهٔ ۳۱ اوت ۲۰۰۰) بازیکن فوتبال اهل انگلستان است که در المپیک مارسی بازی می‌کند.
گومز جوانترین بازیکنی است که از زمان دانکن ادواردز در سال ۱۹۵۳ به نمایندگی از منچستریونایتد و همچنین اولین بازیکن متولد دهه ۲۰۰۰ که در لیگ برتر حضور پیدا کرد.
وی کاپیتان انگلیس را در رده‌های زیر ۱۶، زیر ۱۷ و زیر ۱۸ سال بر عهده داشت.

## عملکرد باشگاهی

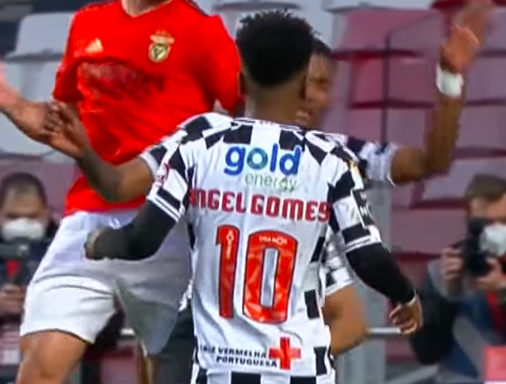
مرتبط

### منچستر یونایتد

#### دوران جوانی
گومز تمرینات خود را با آکادمی منچستر یونایتد از شش سالگی آغاز کرد. در سن ۱۳ سالگی، در اکتبر ۲۰۱۳ در مسابقات در اسلواکی، زیر ۱۷ سال را نمایندگی کرد، و در طول فصل ۲۰۱۴–۱۵، که فقط ۱۴ سال داشت، قبل از اولین حضور خود در مسابقات زیر ۱۸ سال، دو بار در نیمکت نشینان معرفی شد و در بازی نهایی لیگ خود، مقابل میدلزبورو جایگزین شد. در ژوئیه سال ۲۰۱۵، گومز کاپیتان زیر ۱۵ سال منچستر یونایتد در جام برتر شد و با وجود تمام شدن مکان تیمش در رده دوازدهم، وی به عنوان با ارزش‌ترین بازیکن شناخته شد.
گومز پیش از فصل ۲۰۱۶–۱۷ به عنوان بازیکن آکادمی قراردادی امضا کرد و در ۲۷ اوت ۲۰۱۶، وی جوانترین بازیکنی بود که از سال ۲۰۰۱ با وجود شروع بازی روی نیمکت، هت تریک را برای منچستر یونایتد در سطح آکادمی به ثمر رساند. او همچنین سومین بازیکن جوانی بود که در ۱۵ سال، ۳۶۲ روز، به این رکورد دست یافت.
پس از تحمل یک مصدومیت در آوریل ۲۰۱۷، گومز جام دالاس را از دست داد. با ۱۲ گل در ۱۹ بازی او در این فصل بهترین گلزن زیر ۱۸ سال بود و در ماه مه ۲۰۱۷ به عنوان بهترین بازیکن جوان انتخاب شد و تبدیل به جوانترین بازیکن دریافت کننده این جایزه شد. روز بعد، او قبل از حضور احتمالی در ترکیب تیم ملی برای بازی آخر لیگ برتر، با تیم اول تمرین کرد.

#### موفقیت در سطح بزرگسالان
گومز اولین بازی تیم اول خود را در ۲۱ مه ۲۰۱۷ انجام داد و در دقیقه ۸۸ در پیروزی ۲–۰ خانگی مقابل کریستال پالاس جایگزین وین رونی شد. در ۱۶ سال و ۲۶۳ روز سن، وی جوانترین بازیکنی بود که از زمان دانکن ادواردز در سال ۱۹۵۳ به نمایندگی از منچستریونایتد و همچنین اولین بازیکن متولد ۲۰۰۰ در لیگ برتر ظاهر شد.
در تاریخ ۱۳ دسامبر ۲۰۱۷، گومز اولین قرارداد حرفه ای خود را با منچستریونایتد امضا کرد و در ۲۶ ژانویه ۲۰۱۸ اولین بازی خود را در جام حذفی انجام داد و به عنوان جانشین ۸۸ دقیقه ای برای مارکوس رشفورد در پیروزی ۴–۰ مقابل یوویل تاون در دور چهارم قرار گرفت. در ۲۵ ژوئیه ۲۰۱۹، گومز اولین گل بزرگسالان خود را در یک پیروزی دوستانه ۲–۱ قبل از فصل مقابل تاتنهام هاتسپر به ثمر رساند.

## عملکرد بین‌المللی
گومز فعالیت بین‌المللی خود را در اوت ۲۰۱۵ آغاز کرد، زمانی که دو بازی برای انگلیس در سطح زیر ۱۶ سال انجام داد، هر دو در برابر ایالات متحده. او کاپیتان زیر ۱۶ سال را در دو بازی شد در حالی که ۷ بازی دیگر انجام داد. او در اوت سال ۲۰۱۶ به زیر ۱۷ سال فراخوانده شد و در حالی که با پیروزی ۳ بر ۱ مقابل بلژیک، اولین گل ملی خود را در دقیقه چهار به ثمر رساند. گومز دو گل دیگر و یک پاس گل در بازی دوم خود اضافه کرد.
در ماه اکتبر، او در پیروزی با نتیجه ۸ بر یک مقابل آلمان یک گل به ثمر رساند. گومز همچنین در مسابقات مقدماتی زیر ۱۷ سال یوفا گلزنی کرد، اما به دلیل مصدومیت در ماه مه ۲۰۱۷ از مسابقات خارج شد. گومز در بازی افتتاحیه جام جهانی فوتبال زیر ۱۷ سال انگلیس، چهارمین گل را با یک ضربه آزاد ۸۱ دقیقه ای که در آن بازی شیلی ۴–۰ به ثمر رساند، به ثمر رساند. وی در نهایت کاپیتانی این تیم را به عنوان اولین قهرمانی خود در جام جهانی زیر ۱۷سال بدست آورد.
او اولین بازی خود را در سطح زیر ۱۸ سال در تاریخ ۱ سپتامبر ۲۰۱۷ انجام داد، وقتی که در تساوی ۰–۰ با برزیل کاپیتان شد.
گومز اولین بازی خود در زیر ۲۰سال انگلیس را در جریان تساوی ۰–۰ مقابل هلند در ۵ سپتامبر ۲۰۱۹ انجام داد. گومز همچنین واجد شرایط برای نمایندگی آنگولا و پرتغال است.

## سبک بازی
پست ترجیحی آنخل گومز به عنوان هافبک تهاجمی است. سبک بازی او به دلیل خلاقیت، خونسردی و دریبل زنی او با سبک رونالدینیو مقایسه شده است. در ژانویه سال ۲۰۱۵، نانی گومز او را به عنوان ستاره بعدی منچستریونایتد توصیف کرد. دنی وبر، بازیکن پرورش یافته منچستریونایتد اظهار داشت: «گومز هنوز بسیار کوچک است، اما او بازی را ثانیه‌ها قبل از دیگران می‌بیند. او یک فرشته مانند پاول اسکولز است».

## زندگی شخصی
گومز فرزند گیل گومز، بازیکن بین‌المللی سابق زیر ۲۱ سال پرتغال، در آنگولا است و در دوره بازی پدرش در هندون در ادمونتون، لندن متولد شد. خانواده به محض پیوستن گیل به میدوویچ تاون به منطقه منچستر نقل مکان کردند و در سالفورد، جایی که گومز بزرگ شد، مستقر شدند. نانی بازیکن سابق منچستر یونایتد پدرخوانده گومز است.
هرچند آنجل، نیز برای تلفظ نام این ستاره استفاده می‌شود، با توجه به اصالت پرتغالی‌اش نام کوچک او آنخل تلفظ می‌شود.

## افتخارات

### زیر ۱۷سال انگلستان
- جام جهانی زیر ۱۷ساله‌ها:۲۰۱۷

### فردی
- با ارزش‌ترین بازیکن جام برتر منچستریونایتد:۲۰۱۵
- بهترین بازیکن جوان منچستریونایتد:۱۷–۲۰۱۶